# CD Green Cross
Club de Deportes Green Cross war ein chilenischer Fußballverein aus Santiago de Chile. Der Verein wurde 1916 gegründet und 1984 aufgelöst. CD Green Cross wurde 1945 chilenischer Fußballmeister.

## Geschichte

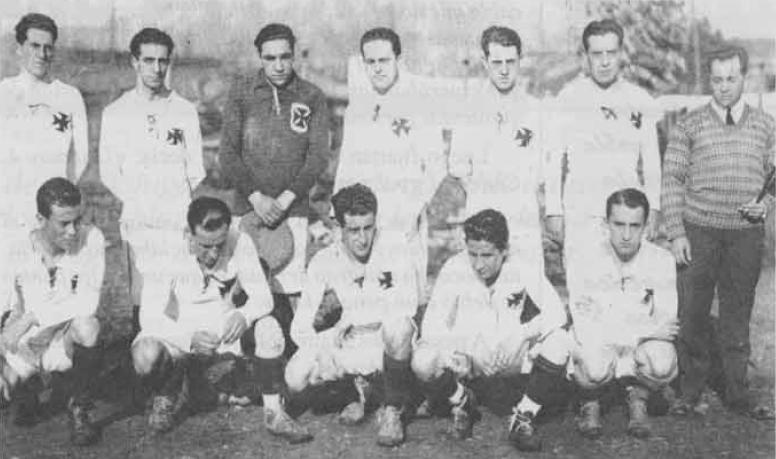
Mannschaft von Green Cross im Jahre 1926

Der Club de Deportes Green Cross wurde am 27. Juni 1916 in der chilenischen Hauptstadt Santiago de Chile gegründet. Bis ins Jahr 1965 war der Verein in Santiago ansässig, ehe ein Umzug nach Temuco verbunden mit der Fusion mit einem lokalen Verein namens Deportes Temuco zu Green Cross Temuco passierte. Nach 1965 spielte Green Cross dann in Temuco, 1984 erfolgte die Auflösung des Vereins.
Insgesamt verbrachte Green Cross 43 Spielzeiten in Chiles höchster Fußballliga, der Primera División. Der größte Erfolg der Vereinsgeschichte gelang im Jahre 1945, als die Mannschaft von Green Cross die chilenische Meisterschaft gewann. Der Titelgewinn wurde erreicht durch einen ersten Platz in der Endtabelle mit drei Punkten Vorsprung auf Unión Española. Neben dem Titelgewinn von 1945 konnte Green Cross auch noch zwei Meisterschaften in der zweithöchsten chilenischen Spielklasse, der Segunda División, verbuchen. In den Jahren 1960 und 1963 war man Krösus der zweiten Liga. In dieser Zeit war Green Cross Anlaufpunkt für einige ausländische, speziell argentinische Spieler. Die bekanntesten davon waren Julio Musimessi, Federico Edwards und Eliseo Mouriño, allesamt Teilnehmer an der Fußball-Weltmeisterschaft 1958. Letzterer verstarb, noch bevor er ein Spiel für Green Cross gemacht hatte, zusammen mit einem Teil der Mannschaft am 3. April 1961 beim Absturz des LAN-Chile-Flugs 210. Bereits mehr als ein Jahrzehnt zuvor hatte mit José María Minella ein weiterer berühmter argentinischer Spieler, seinerseits zehnfacher Meister als Spieler und Trainer mit River Plate und Namensgeber des Fußballstadions von Mar del Plata, bei Green Cross gegen den Ball getreten.

## Erfolge

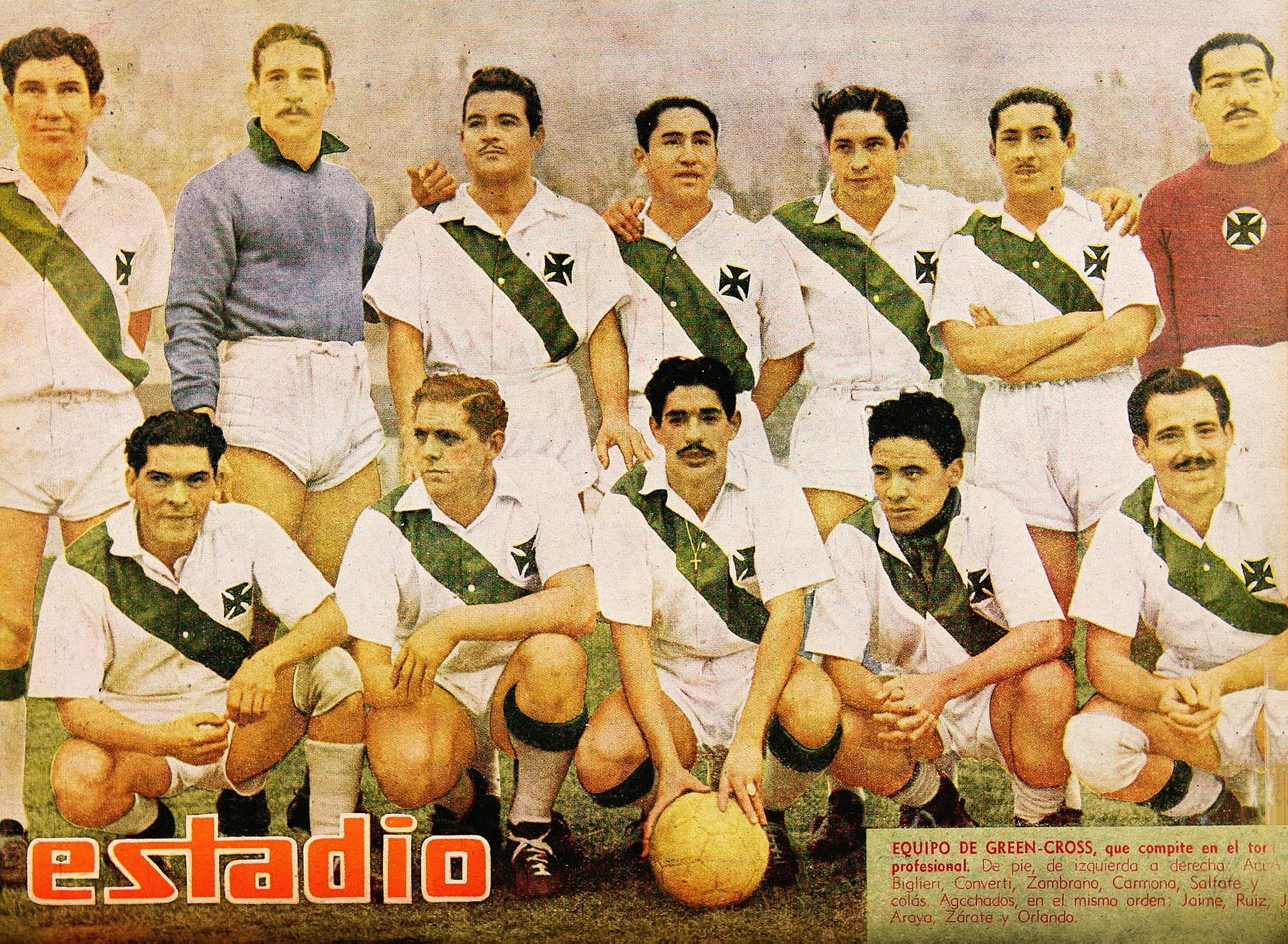
Team von Green Cross im Jahr 1945

- Chilenische Meisterschaft: 1× (1945)

- Zweitligameisterschaft: 2× (1960, 1963)

## Ehemalige Spieler
- Gustavo Albella, argentinischer Spieler, von 1957 bis 1961 im Verein, weiterhin bei den Boca Juniors, Banfield und dem FC São Paulo
- Ernesto Álvarez, argentinischer Spieler, 1957 bis 1958 bei Green Cross, später vierfacher chilenischer Meister mit Universidad de Chile
- Federico Edwards, WM-Teilnehmer 1958 mit Argentinien, 1961 zum Karriereausklang bei Green Cross, zuvor erfolgreich bei den Boca Juniors
- Jorge Fossati, heutiger Trainer aus Uruguay, war als Aktiver 1984 im Jahr der Auflösung von Green Cross im Verein aktiv, zuvor erfolgreich mit Peñarol
- Honorino Landa, chilenischer WM-Teilnehmer von 1962, lange Zeit für Unión Española spielend, von 1966 bis 1968 bei Green Cross unter Vertrag
- José María Minella, sowohl als Spieler als auch als Trainer sehr erfolgreich mit River Plate Buenos Aires, 1944 kurzzeitig bei Green Cross
- Eliseo Mouriño, 1961 von Boca Juniors zu Green Cross gewechselt, kam aber wegen eines tödlichen Flugzeugabsturzes 1961 zu keinem Einsatz
- Julio Musimessi, argentinischer WM-Teilnehmer von 1958, als Torhüter bei Newell’s Old Boys und Boca Juniors aktiv, 1960 bis 1961 bei Green Cross
- Juan Carlos Orellana, zweifacher chilenischer Fußballmeister mit Colo-Colo und elffacher Nationalspieler, nicht lang im Verein
- Santiago Salfate, vielfacher Meister von Chile mit Colo-Colo, 1945 Mitglied der einzigen Meistermannschaft von CD Green Cross
- Carlos Schneberger, WM-Teilnehmer für Chile im Jahre 1930 und einer der ersten chilenischen Fußballstars, einige Zeit bei Green Cross